# Praha 18
Městská část Praha 18 leží v severovýchodní části Prahy, v městském obvodu Praha 9, a její území je tvořeno katastrálním územím Letňany. Do 31. prosince 2001 se městská část Praha 18 nazývala Praha-Letňany. Navazuje na identitu někdejší obce Letňany a její místní národní výbor.

## Správní obvod Praha 18
Městská část Praha 18 vykonávala od 1. ledna 2002 rozšířenou působnost přenesené působnosti jen pro své vlastní území.
S účinností od 1. listopadu 2007 byla městská část Praha-Čakovice (zahrnující kromě Čakovic i Třeboradice a Miškovice) přeřazena ze správního obvodu Praha 19 (Kbely) do správního obvodu Praha 18 (Letňany). Nový stav se tak opět přibližuje tomu, jaký platil do roku 2001.

## Historie
Jednou z 56 (později 57) samosprávných městských částí Prahy se Letňany staly s účinností od 24. listopadu 1990 pod názvem Praha-Letňany. Jejich úřad měl část pravomocí (např. stavební úřad, živnostenský odbor) i pro obvod MÚ Praha-Čakovice. Se správní reformou Prahy od 1. července 2001, kdy byly místní úřady a obvodní úřady přejmenovány na úřady městské části, byly Letňany jako samosprávná městská část přejmenovány na Prahu 18 a staly se zároveň sídlem jednoho z 22 správních obvodů Prahy. Od 1. listopadu 2007 bylo do tohoto správního obvodu opět připojeno i území městské části Praha-Čakovice, které v letech 2001–2007 spadalo pod Prahu 19 neboli Kbely.

## Starostové od roku 1990
| Titul, jméno a příjmení | Od roku do roku | Počet let    | Narození |
| ----------------------- | --------------- | ------------ | -------- |
| Ing. Josef Dobrý        | 1990-2006       | 16           | 1937     |
| Mgr. Ivan Kabický       | 2006-2011       | 4 a 4 měsíce | 1962     |
| Mgr. Ondřej Lněnička    | 2011-2013       | 2 a 6 měsíců | 1973     |
| Mgr. Ivan Kabický       | 2013-2018       | 5            | 1962     |
| Mgr. Zdeněk Kučera, MBA | 2018-           |              | 1979     |